# Mecz Polska – Szwecja w Chodzie Sportowym 1974
Mecz Polska – Szwecja w Chodzie Sportowym 1974 – lekkoatletyczne zawody międzypaństwowe w chodzie sportowym mężczyzn rozegrane 14 i 15 września 1974 w Gdańsku.
Polacy zwyciężyli 31:13.

## Rezultaty
| Poz. | Zawodnik            | Rezultat |
| ---- | ------------------- | -------- |
| 1.   | Feliks Śliwiński    | 43:58,4  |
| 2.   | Jerzy Pater         | 44:13,4  |
| 3.   | Bengt Simonsen      | 44:14,4  |
| 4.   | Mieczysław Górski   | 44:14,6  |
| 5.   | Tomas Glans         | 45:19,2  |
| 6.   | Jarosław Kaźmierski | 45:33,0  |
| 7.   | Frank Pettersson    | 46:09,4  |
| 8.   | Lennart Mether      | 46:40,2  |

| Poz. | Zawodnik           | Rezultat  |
| ---- | ------------------ | --------- |
| 1.   | Jan Ornoch         | 1:28:44,2 |
| 2.   | Jan Raszka         | 1:30:54,0 |
| 3.   | Stanisław Korneluk | 1:31:39,4 |
| 4.   | Bogusław Duda      | 1:32:01,6 |
| 5.   | Stigolov Elofsson  | 1:35:02,6 |
| 6.   | Kåre Moen          | 1:35:48,0 |
| 7.   | Roland Karlsson    | 1:35:57,8 |
|      | Örjan Andersson    | DNF       |